# Budeničky
Budeničky (německy Klein Budenitz) jsou malá vesnice, část obce Šlapanice v okrese Kladno ve Středočeském kraji. V roce 2011 zde trvale žilo 74 obyvatel.

## Historie
První písemná zmínka o vesnici pochází z roku 1318.

## Obyvatelstvo
| Rok            | 1869 | 1880 | 1890 | 1900 | 1910 | 1921 | 1930 | 1950 | 1961 | 1970 | 1980 | 1991 | 2001 | 2011 | 2021 |
| -------------- | ---- | ---- | ---- | ---- | ---- | ---- | ---- | ---- | ---- | ---- | ---- | ---- | ---- | ---- | ---- |
| Počet obyvatel | 95   | 123  | 115  | 134  | 117  | 183  | 144  | 158  | 176  | 166  | 230  | 201  | 58   | 74   | 63   |
| Počet domů     | 11   | 12   | 12   | 12   | 20   | 22   | 24   | 25   | 25   | 18   | 20   | 23   | 22   | 22   | 24   |

## Pamětihodnosti
- Zámek Budeničky
- Sýpka zvaná Čertův mlýn
- Socha svatého Jana Nepomuckého